# Joan Giné i Partagàs

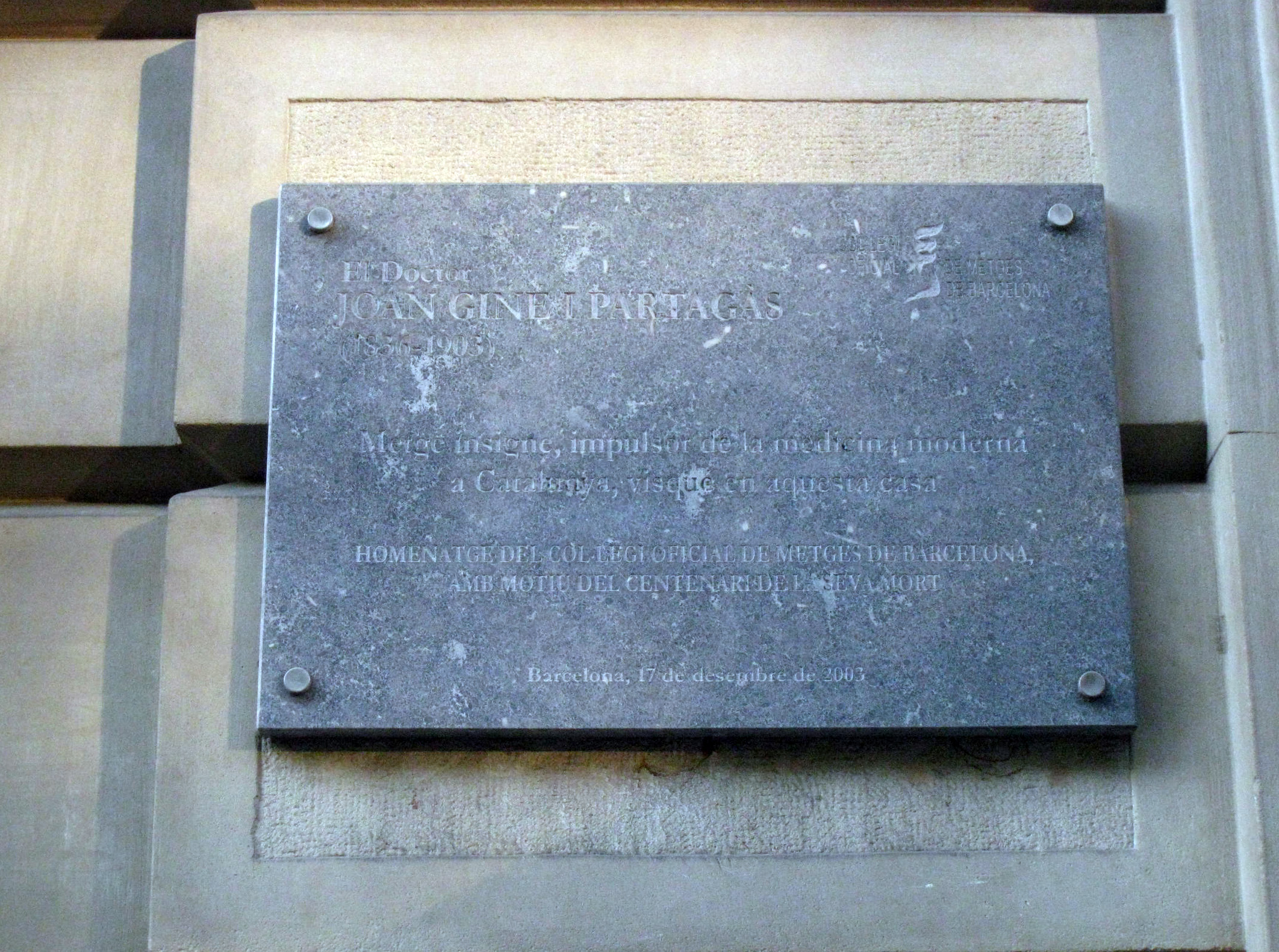
Placa en record de Joan Giné i Partagàs a la seva casa de Barcelona, a la rambla de Catalunya núm. 116, amb motiu del centenari de la seva mort

Joan Giné i Partagàs   (el Pla de Santa Maria, Cabra del Camp i Barcelona, 18 de novembre de 1836 - Barcelona, 27 de febrer de 1903) va ser un metge i escriptor català. Era cosí de Joaquim Partagàs i Jaquet.

## Biografia
Es va llicenciar en medicina a la Universitat de Barcelona el 1858, i el 1862 va obtenir el doctorat en la Universitat de Madrid. Va iniciar la seva activitat professional com a metge rural, però el 1863, en obtenir una plaça de professor ajudant a la facultat de medicina de la Universitat de Barcelona, es va establir a la capital catalana. El 1866 es va traslladar a Santiago de Compostel·la i va ser catedràtic a la seva universitat durant un curs. De retorn a la Universitat de Barcelona va ocupar la càtedra d'higiene el 1868 i, des de 1871, la de clínica quirúrgica. Des de 1892 fins al moment de la seva mort va exercir el càrrec de rector de la Universitat de Barcelona. Va compaginar les seves tasques docents amb la direcció del manicomi Nova Betlem, primer a Gràcia i després a Sant Gervasi de Cassoles, escenari principal de la seva activitat investigadora, des de 1864.
Introductor de la psiquiatria organicista, va ser qui va preparar el primer congrés espanyol de psiquiatria (Barcelona, 1883), on es van donar cita especialistes nacionals i internacionals. Una sèrie de deixebles i col·laboradors seus van integrar la primera escola psiquiàtrica d'Espanya. Va ser també pioner a l'exercici de l'ensenyament, de manera científica i autònoma, de la dermatologia, fins llavors lligada a la patologia quirúrgica. Les seves teories dermatològiques, derivades de les de l'escola francesa, van quedar reflectides en un tractat editat el 1880.
La seva contribució a la difusió, a través del periodisme mèdic, de diferents corrents científics va ser de gran importància. Va figurar entre els fundadors de l'Institut Mèdic de Barcelona (1866), primer assaig d'escola lliure de medicina, va participar en la redacció d'El Compilador Médico i va dirigir La Independencia Médica, a més de fundar, el 1881, la Revista Frenopática Barcelonesa.
Entre la seva vasta producció escrita destaquen les obres de caràcter mèdic: Tratado de higiene rural (1860), Curso elemental de higiene privada y pública (1871-72), Tratado teórico-práctico de freno-patologia (1876), Ensayo teórico-práctico sobre la homología y heterología frenopáticas (1878), entre d'altres, i les novel·les de ciència-ficció: Un viaje a Cerebrópolis (1884), La familia de los onkos (1888) i Misterios de la locura (1890).